# Le Rouget
Le Rouget is een plaats en voormalige gemeente in het Franse departement Cantal in de regio Auvergne-Rhône-Alpes en telt 901 inwoners (1999).
Op 1 januari 2016 fuseerde Le Rouget met de gemeente Pers tot de huidige gemeente Le Rouget-Pers. De plaats maakt deel uit van het arrondissement Aurillac.

## Geografie
De oppervlakte van Le Rouget bedraagt 8,2 km², de bevolkingsdichtheid is 109,9 inwoners per km².
De onderstaande kaart toont de ligging van Le Rouget met de belangrijkste infrastructuur en aangrenzende gemeenten.

## Demografie
Onderstaande figuur toont het verloop van het inwonertal.
Vanwege een beveiligingsprobleem met de MediaWiki Graph-software is het momenteel niet mogelijk deze grafiek weer te geven. Zodra de software is bijgewerkt zal de grafiek vanzelf weer zichtbaar worden.